# 旋轉曲面

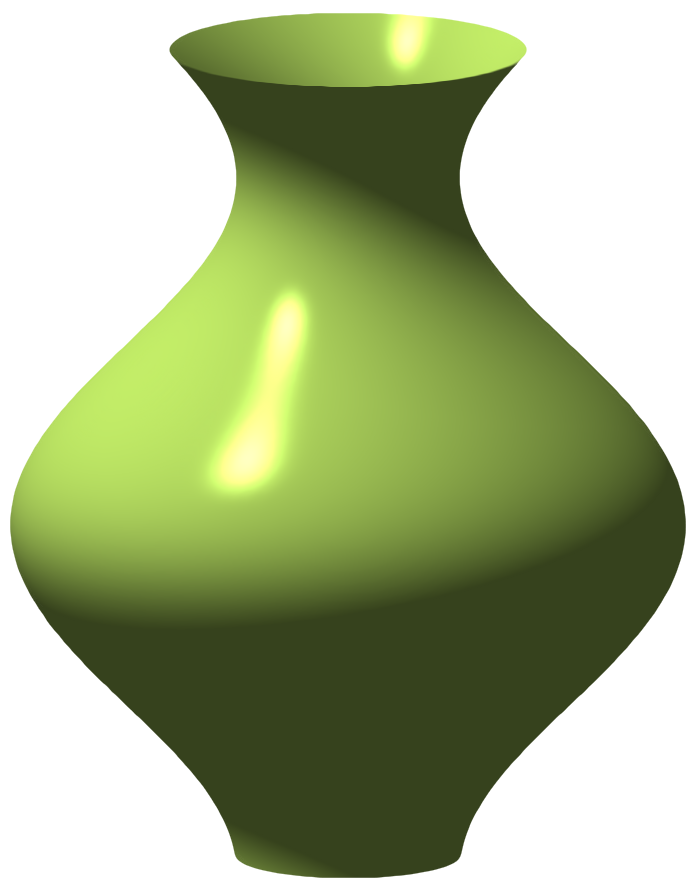
曲线的一部分绕着z轴旋转。

旋转曲面是一条平面曲线C绕它所在平面的一条直线L旋转一周所生产的曲面，其中曲线C称之为该旋转曲面的母线，直线L称为该旋转曲面的旋转轴。
例子包括球面，由圆绕着其直径旋转而成，以及环面，由圆绕着外面的一条直线旋转而成。

## 面积
如果曲线由参数方程{\displaystyle x(t)}、{\displaystyle y(t)}给出，其中{\displaystyle a<t<b}，且旋转轴是{\displaystyle y}轴，则旋转曲面{\displaystyle A}的面积由以下的积分给出：
{\displaystyle A=2\pi \int _{a}^{b}x(t)\ {\sqrt {\left({dx \over dt}\right)^{2}+\left({dy \over dt}\right)^{2}}}\,dt,}
条件是{\displaystyle x(t)}非负。这个公式与古尔丁定理是等价的。
{\displaystyle \left({dx \over dt}\right)^{2}+\left({dy \over dt}\right)^{2}}
来自勾股定理，表示曲线的一小段弧，像弧长的公式那样。{\displaystyle 2\pi x(t)}是这一小段的（重心的）路径。
如果曲线的方程是{\displaystyle y=f(x)}，{\displaystyle a\leq x\leq b}，则积分变为：
{\displaystyle A=2\pi \int _{a}^{b}y{\sqrt {1+\left({\frac {dy}{dx}}\right)^{2}}}\,dx}（绕着x轴旋转），
{\displaystyle A=2\pi \int _{a}^{b}x{\sqrt {1+\left({\frac {dx}{dy}}\right)^{2}}}\,dy}（绕着y轴旋转）。
这可以由以上的公式推出。
例如，单位半径的球面由曲线{\displaystyle x(t)=\sin t}，{\displaystyle y(t)=\cos t}旋转而得，其中{\displaystyle 0<t<\pi }。所以，它的面积为：
{\displaystyle A=2\pi \int _{0}^{\pi }\sin(t){\sqrt {\left(\cos(t)\right)^{2}+\left(\sin(t)\right)^{2}}}\,dt=2\pi \int _{0}^{\pi }\sin(t)\,dt=4\pi .}
对于半径为{\displaystyle r}的圆{\displaystyle y(x)={\sqrt {r^{2}-x^{2}}}}绕着x轴旋转所得的曲面，
{\displaystyle A=2\pi \int _{-r}^{r}{\sqrt {r^{2}-x^{2}}}\,{\sqrt {1+{\frac {x^{2}}{r^{2}-x^{2}}}}}\,dx}
{\displaystyle =2\pi \int _{-r}^{r}r\,{\sqrt {r^{2}-x^{2}}}\,{\sqrt {\frac {1}{r^{2}-x^{2}}}}\,dx}
{\displaystyle =2\pi \int _{-r}^{r}r\,dx}
{\displaystyle =4\pi r^{2}\,}